# Greer Garson
Eileen Evelyn Greer Garson, CBE (født 29. september 1904 i London, England, død 6. april 1996 i Dallas, Texas, USA) var en britisk-amerikansk filmskuespiller.
Hun debuterede i Goodbye, Mr. Chips (Farvel, Mr. Chips, 1939), og fik et gennembrud med Mrs. Miniver (1942; Oscar-pris). Garson spillede gerne selvstændige og intelligente kvinder, og huskes for sine roller i melodramaet Random Harvest (Tilfældets høst, 1942), Madame Curie (1943; som Marie Curie) og Shakespeare-filmatiseringen Julius Cæsar (1953; som Cæsars hustru Calpurnia).
Hun har fået en stjerne på Hollywood Walk of Fame.